# Конак кнегиње Љубице
Конак кнегиње Љубице налази се у Београду, у улици кнеза Симе Марковића број 8. Због свог историјског и архиктетонског значаја конак има статус споменика културе од изузетног значаја.

## Историјат
Прво непокретно имање које је држава купила и исплатила из народне касе био је Кнежев дворац 1818. за 15.000 гроша.
До 1829. године, на месту између зграде Патријаршије и данашњег конака налазио се други (стари) двор, који је употребљаван за становање. С обзиром на његову старост и оронулост, кнез Милош је одлучио да сазида други конак. Нови конак, како је зван у време грађења, био је већи и репрезентативнији од Господарског, јер је требало и да посведочи о нараслој економској моћи и учвршћеној власти Милоша Обреновића после добијања Хатишерифа 1830. године.
Конак кнегиње Љубице један је од најрепрезентативнијих сачуваних примера грађанске архитектуре прве половине 19. века у Београду. Грађен је у периоду од 1829-1830. године. Према замисли кнеза Милоша, требало је да има двојаку намену, да буде стан његове породице, кнегиње Љубице и синова Милана и Михаила, каснијих српских кнезова, а у исто време и двор за резиденцију. Изграђен је по идејама и под надзором Хаџи-Николе Живковића, пионира српског неимарства.
Кнез Милош је одлучио да ангажује неимара из Водена, Хаџи Николу Живковића, јер у то време у Београду није ни било неимара, с обзиром на то да се годинама није зидало. Тако је Никола Живковић постао први неимар обновљене Србије и руководио је свим грађевинама које је кнез Милош подизао током своје прве владавине.
Копање темеља почето је у јулу 1829. године, а Конак је завршен у касну јесен 1830. године. Кнегиња Љубица је писмом јавила мужу 22. новембра 1830. године „да су се сместили у новом конаку“. Накнадно, 1836, дограђен је амам са једноспратним трактом.

## Положај
Конак кнегиње Љубице налази се на углу улица Кнеза Симе Марковића и Краља Петра, некадашњих улица Богојављенске и Дубровачке, у једном од најстаријих делова Београда. Преко пута данашње Саборне цркве налазио се стари кнежев дворац и простирао се, отприлике, од улаза у садашњу зграду Патријаршије до баште данашњег Конака кнегиње Љубице.
Конак кнегиње Љубице смештен је у слободни простор, у центар велике баште, првобитно ограђен високим зидом, као и остале грађевине овог типа и окружен зеленилом. Имао је спољашње двориште у које се улазило кроз колску капију, као и пространу унутрашњу башту према Косанчићевом венцу. Главном фасадом, којом доминира еркер диванхане, Конак је окренут према реци Сави.

## Архитектура
Основа Конака је правоугаоног облика и сразмерно велика, а има три нивоа: подрум, приземље и спрат. Подрум је покривен сводовима, а приземље и спрат су зидани уз примену класичног зидања у опеци и бондручног зидања са дрвеном конструкцијом испуњеном опеком. Четвороводни кров је покривен ћерамидом, а надвисује га осмострано кубе и осам димњака.
Ова грађевина садржи све одлике градских кућа српско-балканског стила. Приземље и спрат имају средишњи хол око којег су распоређене остале одаје, што је традиционално оријентални просторни концепт произашао из некадашњих затворених унутрашњих дворишта. На оба спрата налази се и по једна диванхана, нека врста данашње дневне собе, а такође и салона за пријем. Диванхана у приземљу је од осталог простора издвојена помоћу два степеника, а оивичена је дрвеним стубовима са парапетима између њих. Одмах уз њу постављене су широке степенице које воде у башту и тај улаз у кућу је шири од оног према улици.
Диванхана на спрату је интимнија. Ограђена је бочно зидовима, а има према централно простору само два стуба. Њен под био је у равни околног пода, а сви су били од дасака. Ова диванхана је оријентисана ка улици.
Иако је својим просторним концептом ослоњен на оријенталну традицију, Конак кнегиње Љубице представља преломни тренутак у београдској архитектури, јер својим спољним обликовањем и декоративним елементима у великој мери наговештава утицај европске архитектуре. Ова европска схватања посебно су видљива у разуђености фасада, изломљеним линијама крова, димњака и кубета, у споредним детаљима архитектонске обраде фасада – пиластрима, лучним завршецима и шамбранама на прозорима, профилисаним венцима и неким детаљима ентеријера. Еркери на фасади, иначе типично правоугаони, имају полукружни облик у основи.

## Развој конака
Једна од првих вести коју о Конаку кнегиње Љубице имамо јесте путопис Ота Дубислава Пирха из 1829. године: „Један мален део Београда одскочио је према осталим, а то је један мали простор на југозападном крају главне улице у горњој вароши. (...) Иако није највећа, по својој форми то је најлепша зграда коју сам у Србији видео.“Нови конак се већ по улози која му је била намењена разликовао од обичних приватних кућа за становање и „садржи извесне одлике које га (...) стављају у ред утврђених двораца великих паша и богатих бегова“.
Кнегиња Љубица, иако је била скромна, желела је да живот на двору уреди на високом нивоу. У сачуваној преписци између кнегиње и кнеза Милоша од 1. јануара 1981. године Љубица тражи од мужа да се „за служитеље у двору набаве црвене чарапе“. Наслућујемо да је одговор кнеза био негативан, с обзиром да у свом писму од 24. јануара кнегиња пише да „се она може служити и сама, без слугу“.
За време прве владе кнеза Милоша у Конаку кнегиње Љубице налазила се главна државна благајна. Намесништво књажевско, до повратка кнеза Михаила у Србију 1840, одржавало је у Конаку седнице, а кнез Михаило је у Конаку живео до 1842. године.

## Конак од лицеја до галерије и музеја
Након тога ту се налазио Лицеј (преселио се 1863. у Капетан-Мишино здање), затим Прва београдска гимназија, па Апелациони и касациони суд (у приземљу одн. на спрату, до 1905). Године 1912. у Конак је смештен Завод за васпитање глувонеме деце. Музеј савремене уметности - "Музеј кнеза Павла" 1929-34. Црквени музеј је освећен јануара 1938. Пред рат ту је (и) Школа за примењену уметност, због које се конак реновирао и проширивао (за Уметничку школу се 1935. каже да се налази у згради у Краља Петра 4, а Музеј кнеза Павла је у конаку, тј. Богојављенској 8 ). Од 1945. до 1947. у Конаку је био смештен део Патријаршије, а од 1947. Републички завод за заштиту споменика културе.
У периоду од 1971. до 1979. године предузети су конзерваторско-рестаураторски радови којима су извршене санација објекта и обнова фасаде и ентеријера. Том приликом, Конак кнегиње Љубице, који је и данас у саставу Музеја града Београда, адаптиран је за репрезентативну музејску поставку.
Конак кнегиње Љубице утврђен је 1979. године за споменик културе од изузетног значаја.

## Галерија
- Милош Обреновић
- Конак 1876. године
- Конак кнегиње Љубице
- Конак 2008. године
- Конак кнегиње Љубице унутра
- Унутрашњост конака
- Унутрашњост конака кнегиње Љубице
- Диванхана на горњем спрату конака
- Диванхана у приземљу конака
- Салон у Алт дојч стилу из друге половине XIX век
- Салон у оријенталном стилу
- Салон у стилу Наполеона III
- Konak knjeginje Ljubice